# Emmas Glück
Emmas Glück ist ein Filmdrama aus dem Jahr 2006 von Regisseur Sven Taddicken mit Jördis Triebel und Jürgen Vogel in den Hauptrollen. Die Verfilmung basiert auf dem gleichnamigen Roman von Claudia Schreiber.

## Handlung
Während die alleinstehende Jungbäuerin Emma auf ihrem entlegenen Bauernhof liebevoll Schweine züchtet und schlachtet, brauen sich über dem urbanen Gebrauchtwagenverkäufer Max dunkle Wolken zusammen: Er erfährt, dass er an Bauchspeicheldrüsenkrebs unheilbar erkrankt ist und nur noch wenige Monate zu leben hat. Er entschließt sich kurzfristig dazu, die verbleibende Zeit nicht mehr mit der Arbeit im Autohaus zu verbringen, sondern sich eine schöne Zeit in Mexiko zu machen. Das hierzu notwendige Geld will er sich besorgen, indem er das geheime Schwarzgeld-Depot in den Büroräumen seines Arbeitgebers in Höhe von 67.635 Euro plündert.
Beim Diebstahl des Schwarzgeldes wird Max allerdings von seinem Chef Hans erwischt, woraufhin Max flüchtet und in einem gestohlenen Jaguar davonfährt. Hans fährt ihm hinterher. Max sieht sich in einer ausweglosen Situation und versucht, sich mit dem Wagen umzubringen, indem er stark beschleunigt und die Hände vom Steuer nimmt. Der Jaguar kommt von der Straße ab, überschlägt sich mehrmals und landet schließlich neben Emmas Bauernhof. Die gewollt einsam lebende Emma findet Max bewusstlos im Wagen liegend und trägt ihn in ihr Haus. Sie findet auch das Schwarzgeld im Wagen und nimmt es heimlich an sich, das Wrack zündet sie an, damit es aussieht, als wäre das Geld verbrannt. Die Untersuchungen der Polizei bezüglich des Unfalls und der Suche nach dem Fahrer verlaufen ergebnislos, auch weil der junge Dorfpolizist Henner, der in Emma verliebt ist und immer wieder hofft, sie für sich gewinnen zu können, sie in Schutz nimmt und lieber nicht so genau hinschaut. Emma benötigt das Geld für eine Rettung ihres von der Zwangsversteigerung bedrohten Hofes. Max findet aus Angst vor seinem Chef und der Polizei Unterschlupf bei Emma. Zwischen den beiden entwickelt sich langsam eine Beziehung.
Eine dramatische Wendung nimmt die Liebesgeschichte, als Max entdeckt, dass Emma sein Geld vor ihm versteckt und auch sein Chef auf dem Bauernhof auftaucht. Emma sperrt Hans kurzerhand in einen leeren Stallverschlag. Zusehends wird auch die körperliche Verfassung von Max immer schlechter. Nach etlichen Irrungen und Missverständnissen bezahlt Max ohne Emmas Wissen mit dem Geld, das sie ihm zuvor zurückgegeben hatte, ihre Schulden beim Gerichtsvollzieher. Letztlich finden beide endgültig zueinander und erleben eine wunderschöne Liebesnacht. Später bricht Max aufgrund seiner Erkrankung zusammen und wird von dem nun von Emma aus dem Schweinestall freigelassenen Hans ins Krankenhaus gebracht. Als Emma ihn spät abends außerhalb der erlaubten Zeiten besuchen will, aber keinen Einlass findet, bleibt sie so lange mit dem Trecker hupend auf dem Parkplatz stehen, bis Max sie hört und das Krankenhaus verlässt, um mit ihr zum Hof zurückzufahren. Bald darauf heiraten sie. In den wenigen verbleibenden Monaten, in denen Max immer schwächer wird – er wird von Schmerzattacken und Brechanfällen gequält – kümmert sich Emma auf ihrem einsamen Hof liebevoll um ihren todkranken Mann. Im gemeinsamen Einverständnis erlöst Emma schließlich Max von seinen Qualen und leistet bei ihm Sterbehilfe. Bei der Tötung geht sie mit einem Schnitt in die Halsschlagader genauso vor wie bei ihren Tieren, denen sie auch einen schnellen und schmerzlosen Tod verspricht. Den toten Max meldet sie beim Dorfpolizisten Henner, der sie allerdings deckt, so dass keine weiteren Untersuchungen wegen einer unnatürlichen Todesursache angestellt werden.

## Hintergrund
Der Film wurde 2005 in der Region Oberbergisches Land gedreht. Drehorte waren u. a. Gummersbach (Berghausen), Rönsahl, Gimborn bei Marienheide, Bergneustadt und Kloster Oelinghausen (Arnsberg) im Sauerland.
Produziert wurde der Film von der Wüste Film West GmbH und Wüste Film in Co-Produktion mit dem SWR, dort in der Filmnachwuchsreihe „Debüt im Dritten“.

## Kritiken
„Die Fabel wechselt zwischen einfühlsam-poetischen und slapstick-artigen Momenten im Stil einer Comedy-Posse. Dabei wird das zentrale Thema der humanen Sterbehilfe jedoch nie vertieft und eher als schicke, kitschig-pathetische ‚Vision‘ verklärt.“

„Emmas Glück ist ein nachdenklicher, aber zu keiner Zeit weinerlicher Film über das Sterben geworden. Erhaben und rücksichtsvoll lässt er uns als Zuschauer daran teilhaben.“

## Auszeichnungen
Jürgen Vogel wurde 2007 als Bester Hauptdarsteller mit dem Bayerischen Filmpreis ausgezeichnet. Darstellerin Jördis Triebel erhielt für ihre Darstellung in diesem Film 2006 einen Undine Award in der Kategorie Beste jugendliche Charakterdarstellerin und den Förderpreis Deutscher Film in der Kategorie Darstellerin beim Filmfest München sowie 2007 den Prix d interprétation féminine als beste Darstellerin beim Festival International du Film d’Action et d’Aventure (L’Aventure Humaine) in Valenciennes. Der Film war außerdem beim Deutschen Filmpreis 2007 nominiert und wurde mit dem Gilde-Filmpreis geehrt.